# Cesare Formichi
Cesare Formichi (Roma, 15 d'abril de 1883 - Roma, 21 de juliol de 1949) fou un baríton operístic italià prominent, especialment associat amb el repertori italià.
Formichi va estudiar a Roma amb Lombardo, i feia el seu debut el desembre de 1907 al Teatro Olimpia de Bolonya com a Lescaut a Manon. Des de llavors va cantar en les principals òperes d'Itàlia, incloent-hi La Scala de Milà. Aviat, fou contractat per cantar a fora d'Itàlia, notablement a Sant Petersburg (1912), Buenos Aires (1914), París (1922), Montecarlo, Viena, i Londres (1924).
Va cantar com a primer baríton a la Lyric Opera of Chicago des de 1922 fins a 1932. També a Berlín l'octubre de 1933 amb l'òpera italiana dirigida per Ettore Panizza. Va fer una gira per França el 1935 amb l'elenc de cantants de La Scala. Més tard organitzà temporades d'òpera a Londres.
Els seus papers més notables foren Ashton, Rigoletto, di luna, Amonasro, Iago, i algunes parts de Wagner cantades en italià (Klingsor, per exemple). Formichi posseïa una veu potent, ricament tonificada, fet que es pot sentir sobre els nombrosos enregistraments acústics i elèctrics que feia durant el pic de la seva carrera.
Entre 1912 i 1924 enregistrà una sèrie d'enregistraments acústics i elèctrics d'àries d'òpera i de la primera versió completa de Rigoletto (1916), realitzada amb la Columbia Gramophone Company, algunes de les quals ara es remasteritzen en CD. La seva última aparició a l'escenari va tenir lloc al Teatre San Carlo de Nàpols el 28 de desembre de 1948 en el paper de Gasparo a Der Freischütz de Carl Maria von Weber.
Va cantar al Gran Teatre del Liceu de Barcelona.

## Repertori
- Vincenzo Bellini
  - I puritani (Riccardo)
- Gaetano Donizetti
  - Lucia di Lammermoor (Enrico Ashton)
  - Poliuto (Severo)
- Giuseppe Verdi
  - La traviata (Giorgio Germont)
  - Rigoletto (Rigoletto)
  - Il trovatore (Il Conte di Luna)
  - Aida (Amonasro)
  - Ernani (Carlo)
  - Un ballo in maschera (Renato)
  - La forza del destino (Don Carlo di Vargas)
  - Don Carlo (Rodrigo)
  - Otello (Jago)
  - Falstaff (Falstaff)
- Carl Maria von Weber
  - Der Freischütz (Gasparo)
- Amilcare Ponchielli
  - La Gioconda (Barnaba)
- Umberto Giordano
  - Andrea Chénier (Gérard)
  - La cena delle beffe (Neri)
- Francesco Cilea
  - Adriana Lecouvreur (Michonnet)
- Richard Wagner
  - Parsifal (Klingsor)
  - Tannhäuser (Wolfam)
  - Die Walküre (Wotan)
  - Lohengrin (Federico di Telramondo)
  - Götterdämmerung (Gunther)
  - Tristán e Isolda  (Kurvenaldo)
- Charles Gounod
  - Faust (Valentine)
- Jules Massenet
  - Thaïs (Athanael)
  - Le Jongleur de Notre-Dame (Boniface)
- Hector Berlioz
  - La damnation de Faust (Méphistophélès)
- Camille Saint-Saëns
  - Sansone et Dalila (Gran Sacerdote)
- Giacomo Puccini
  - Tosca (Scarpia)
  - Manon Lescaut (Lescaut)
  - La bohème (Marcello)
  - La fanciulla del West (Rance)
- Ruggero Leoncavallo
  - Pagliacci (Silvio)
- Alfredo Catalani
  - La Wally (Gellner)
- Aleksandr Borodin
  - Kniaz' Igor (Igor)
- Ezio Camussi
  - La Dubarry (Zamor)
- Romano Romani
  - Fedra (Teseo)
- Arthur Honegger
  - Giuditta (Oloferne)
- Italo Montemezzi
  - L'amore dei tre re (Manfredo)
- Franco Alfano
  - Risurrezione (Simonson)